# 高峰街道 (自贡市)
高峰街道，原为高峰乡，2018年后为高峰镇，是中华人民共和国四川省自贡市自流井区下辖的一个乡镇级行政单位。2018年撤乡设镇。。区划代码改为510302104。
2019年9月撤镇设街道。以原高峰镇所属行政区域为高峰街道的行政区域，高峰街道办事处驻龙汇南街468号。

## 行政区划
高峰街道下辖以下地区：
高峰寺社区、高峰村、龙神村、双院村、河山村、罗冲村、考举村和肖家村。